# 宮城県道32号古川松山線
宮城県道32号古川松山線（みやぎけんどう32ごう ふるかわまつやません）は宮城県大崎市を通る県道（主要地方道）である。

## 概要
起点は古川駅前から西に伸びる中心商店街「アークヒルズ台町」。十日町交差点で左折し旧国道4号を南下、古川南新町で左折するとしばらく道なり。志田橋を渡ったら左折して道なりに進み、松山千石で宮城県道19号鹿島台高清水線と合流する。
それまでの県道古川鹿島台線を二つに分ける形で松山町（当時）以西の部分が路線認定された。

### 路線データ
- 実延長：12.3471 km[1]
- 起点：大崎市古川駅前大通2丁目（国道108号交点）
- 終点：大崎市松山千石（宮城県道19号鹿島台高清水線交点）
- 路線認定：1972年（昭和47年）3月17日

## 歴史
- 1958年（昭和33年）3月31日 - 一般県道99号として「古川鹿島台線」（古川市～松山町～鹿島台町）が県道に認定される。[2]
- 1971年（昭和46年）6月26日 - 建設省により県道古川鹿島台線の一部（松山町～鹿島台町）が「鹿島台高清水線」の一部として主要地方道に指定される。[3]
- 1972年（昭和47年）3月17日 - 宮城県が「古川鹿島台線」を廃止し、「鹿島台高清水線」に組み込まれなかった部分を一般県道99号「古川松山線」（古川市～松山町）として路線認定。
- 1976年（昭和51年）4月1日 - 県道古川松山線が、「古川松山線」として建設省（現・国土交通省）から主要地方道の指定を受ける。[4]
- 1993年（平成5年）
  - 5月11日 - 建設省から、県道古川松山線が古川松山線として主要地方道に指定される[5]。
  - 10月19日 - 県道番号が決定[6]され、従前の主要地方道50号[7]から、県道32号に変更される。（12月1日より施行）
- 2016年（平成28年）3月18日 - 鳴瀬川を渡る志田橋が架け替えられ、新橋が供用開始。[8]

## 路線状況

### 重複区間
- 宮城県道146号小牛田松島線・宮城県道152号涌谷三本木線：大崎市古川下中目 - 大崎市松山下伊場野、志田橋舟戸交差点

### 主な橋
- 敷玉橋（新江合川）
- 志田橋（鳴瀬川）：旧来の橋は対向車とすれ違うのがやっとの老朽化した狭い橋であった[9][10]ため、2016年（平成28年）に架け替えられた。

### 沿線の施設
- アークヒルズ台町
- リオーネ古川
- 大崎市立敷玉小学校
- 鶴田工業団地

## 地理

### 交差する道路
- 国道108号（起点）
- 宮城県道1号古川佐沼線（古川十日町）
- 国道108号古川東バイパス（古川宮内）

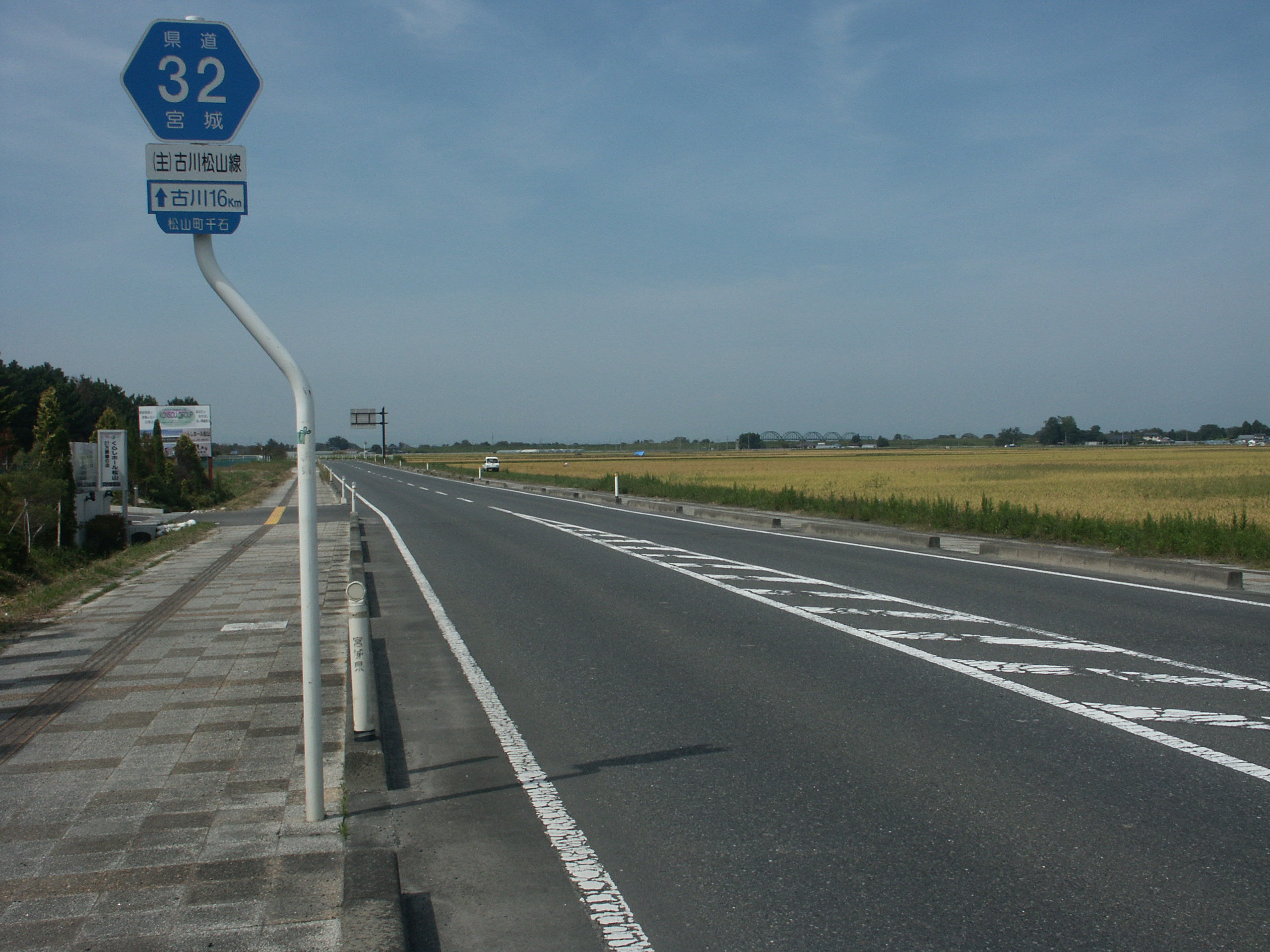
大崎市松山千石付近

- 宮城県道146号小牛田松島線（宮城県道152号涌谷三本木線 重複）（古川下中目）
- 宮城県道40号利府松山線（宮城県道146号小牛田松島線・宮城県道152号涌谷三本木線 重複）（松山下伊場野）

- 宮城県道242号大迫松山線・宮城県道19号鹿島台高清水線（終点）

### 交通量[11]
令和３年度・12時間交通量
- 大崎市古川南新町 - 9,337台
- 大崎市古川下中目屋敷東 - 8,212台
- 大崎市松山次橋南 - 7,393台